# Estadio Central (Kazán)
El estadio Central (en ruso: Центральный стадион, Tsentralny stadion), también conocido simplemente como Tsentralny o Centralni, es un estadio multiusos ubicado en la ciudad de Kazán, Rusia. Actualmente es la sede del equipo de fútbol ruso FC Rubín Kazán. La parte occidental del estadio está cubierta. La UEFA calificó el estadio en 2010 con la categoría de cuatro estrellas.

## Historia
El estadio fue inaugurado el 20 de agosto de 1960 con la celebración de un partido amistoso entre el Iskra Kazán (hoy en día Rubín) y el Metallurg Kamensk Uralski, en el que el Iskra venció por cuatro goles a uno. El estadio fue llamado originalmente Estadio Lenin.
El estadio tiene capacidad para 30 000 espectadores a lo largo de cuatro tribunas y cuenta con una superficie total de 110 x 73 metros, de la cual, el terreno de juego ocupa 105 x 68 metros. El césped instalado es de tipo motomatic y tiene un sistema de calefacción subterráneo para proteger el césped del invierno de Kazán. El sistema de iluminación es capaz de generar hasta 1375 lux. El sistema de seguridad del estadio cuenta con 31 cámaras, 18 en el interior del estadio y 13 en el exterior.

## Imágenes

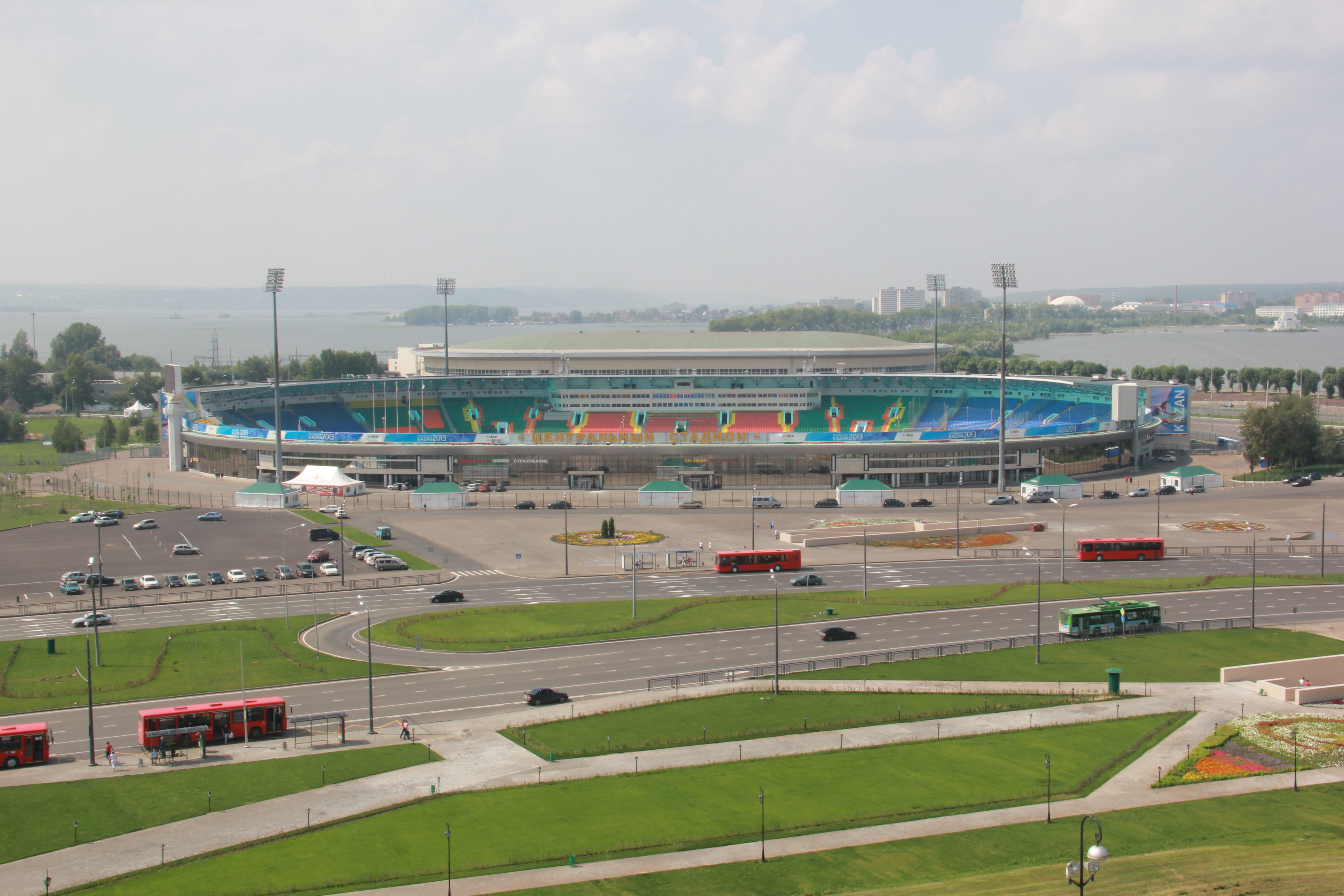
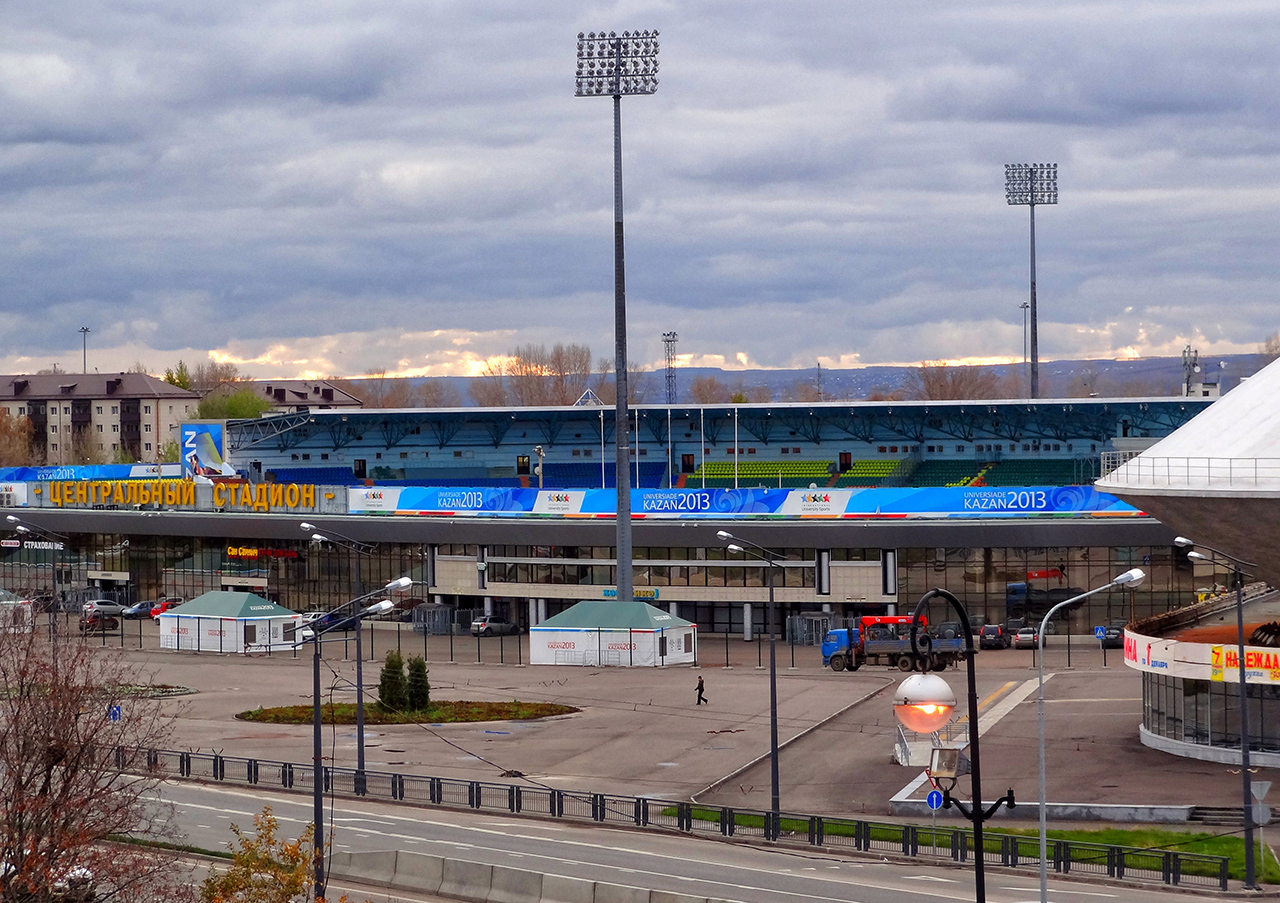